# Hilarius von Sexten
Hilarius von Sexten, geboren als Christian Gatterer, auch Catterer (* 15. Dezember 1839 in Sexten, Südtirol; † 20. Oktober 1899 in Meran) war ein österreichischer Kapuziner und Moraltheologe.

## Leben
Christian Gatterer trat am 19. August 1858 dem Kapuzinerorden in der Nordtiroler Provinz bei, wo er 1862 die Priesterweihe empfing und den Namen Hilarius erhielt. Im Jahr 1882 examinierte er bei der Synode der Diözese Trient (Südtirol). Er war ab 1889 Provinzial in Tirol und hatte 25 Jahre den Lehrstuhl für Moraltheologie in Meran inne.
1892 trat er sein Amt als Provinzial ab, um 1889 seine Schrift Compendium theologiae moralis zu vollenden, die er mit dem Werk Tractatus pastoralis (1895) fortsetzte. Seine moraltheologische Dissertation über Papst Hilarius († 468) wurde in der Linzer Quartalsschrift veröffentlicht. Er starb 1899 im Kloster von Meran.

## Schriften
- Compendium theologiae moralis juxta probatissimos auctores, ad usum confratrum theologorum tertii anni, 2 Bde., Meran 1889, Stuttgart 1902
- Tractatus pastoralis de sacramentis, ad usum theologorum quarti anni et cleri in cura animarum, Mainz, 1895
- Tractatus de Censuris ecclesiasticis cum Appendice de Irregularitate, Juxta probatissimos Auctores et Commentatores ad usum Theologorum IV. anni et sacerdotum in vinea Domini laborantium, Mainz, Kirchheim, 1898
- mehrere moraltheologische Aufsätze in: Linzer Quartalsschrift (ab 1880).